# Померли в березні 2015
|  | Службовий список статей, створений для координації робіт з розвитку теми. Це попередження не встановлюється на інформаційні списки і глосарії. |

### 30 березня
- Інгрід ван Гаутен-Ґроневельд, 93, голландський астроном.
- Роберт З'Дар, 64, американський актор, найбільше відомий за роллью Метта Корделла з культового фільму жахів «Маніяк поліцейський» та його двох продовжень.

### 28 березня
- Юсупова Туті, 134, туркменська довгожителька (громадянка Узбекистану).

### 26 березня

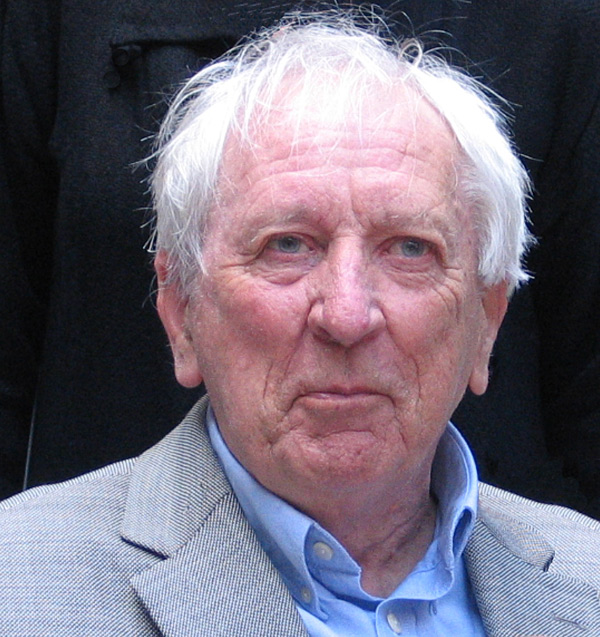
Томас Транстремер

- Возник Роман Святославович, 43, командир батальйону «Міраж» («Донецька народна республіка») і депутат парламенту «Новоросії»; убивство.[недоступне посилання]  [Архівовано 5 травня 2015 у Wayback Machine.]
- Томас Транстремер, 83, видатний шведський поет XX століття, лауреат Нобелівської премії з літератури 2011 року.

### 25 березня
- Іво Гаррані, 91, італійський актор.
- Усенко Микола Віталійович, 87, радянський політпрацівник ВМФ СРСР, віце-адмірал (1978), кандидат історичних наук (1987), Герой Радянського Союзу (1966).

### 24 березня
- Бережний Микола Федорович, 76, український живописець та графік. Народний художник України (2008).  [Архівовано 2 квітня 2015 у Wayback Machine.]
- Брижак Олег, 54, німецький оперний вагнерівський співак (бас-баритон) українського походження; загинув у катастрофі Airbus A320 на півдні Франції.

### 23 березня

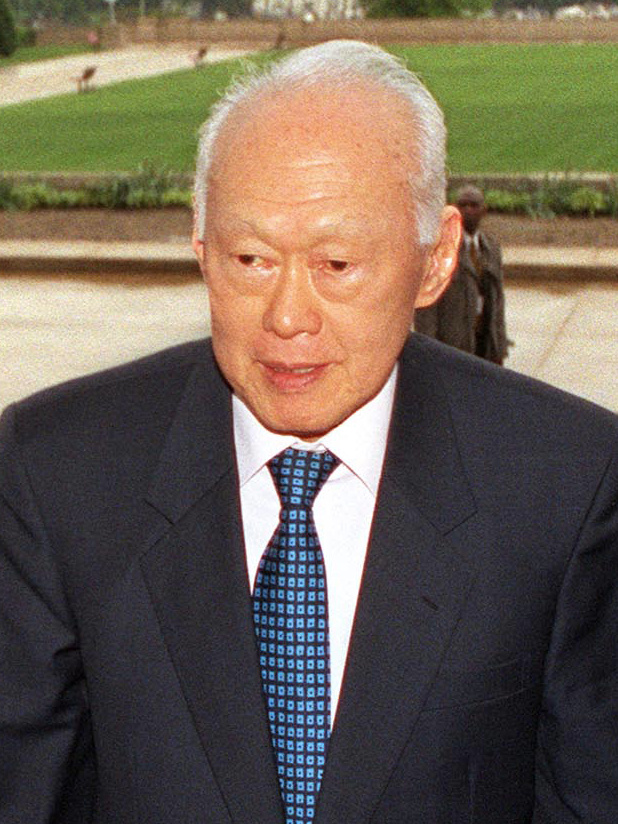
Лі Куан Ю

- Гоцуленко Володимир Миколайович, 71, український поет, сценарист.
- Лі Куан Ю, 91, прем'єр-міністр Сінгапура (1959-1990), один з творців сінгапурського «економічного дива».

### 22 березня

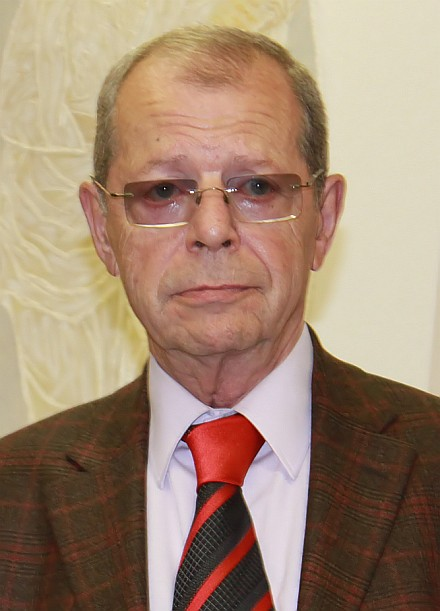
Аркадій Арканов

- Аркадій Арканов, 81, радянський і російський письменник-сатирик, драматург.

### 21 березня
- Ганс Ерні, 106, живописець та графік з Швейцарії; уславився стінописами та кольоровими літографіями, картонами для гобеленів, керамічними творами.

### 20 березня

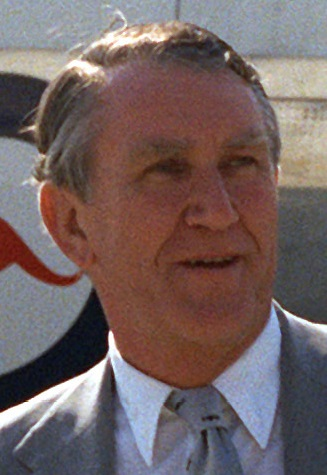
Малколм Фрейзер

- Малколм Фрейзер, 84, австралійський політичний діяч, 22-й Прем'єр-міністр Австралії.
- Янукович Віктор Вікторович, 33, народний депутат України трьох скликань, син екс-президента України Віктора Януковича.

### 15 березня
- Майк Поркаро, 59, американський музикант, бас-гітарист, колишній учасник лос-анджелеського гурту Toto.

### 14 березня
- Распутін Валентин Григорович, 77, російський письменник. [Архівовано 2 квітня 2015 у Wayback Machine.]

### 13 березня
- Тищенко Марат Миколайович, 84, радянський та російський авіаконструктор.

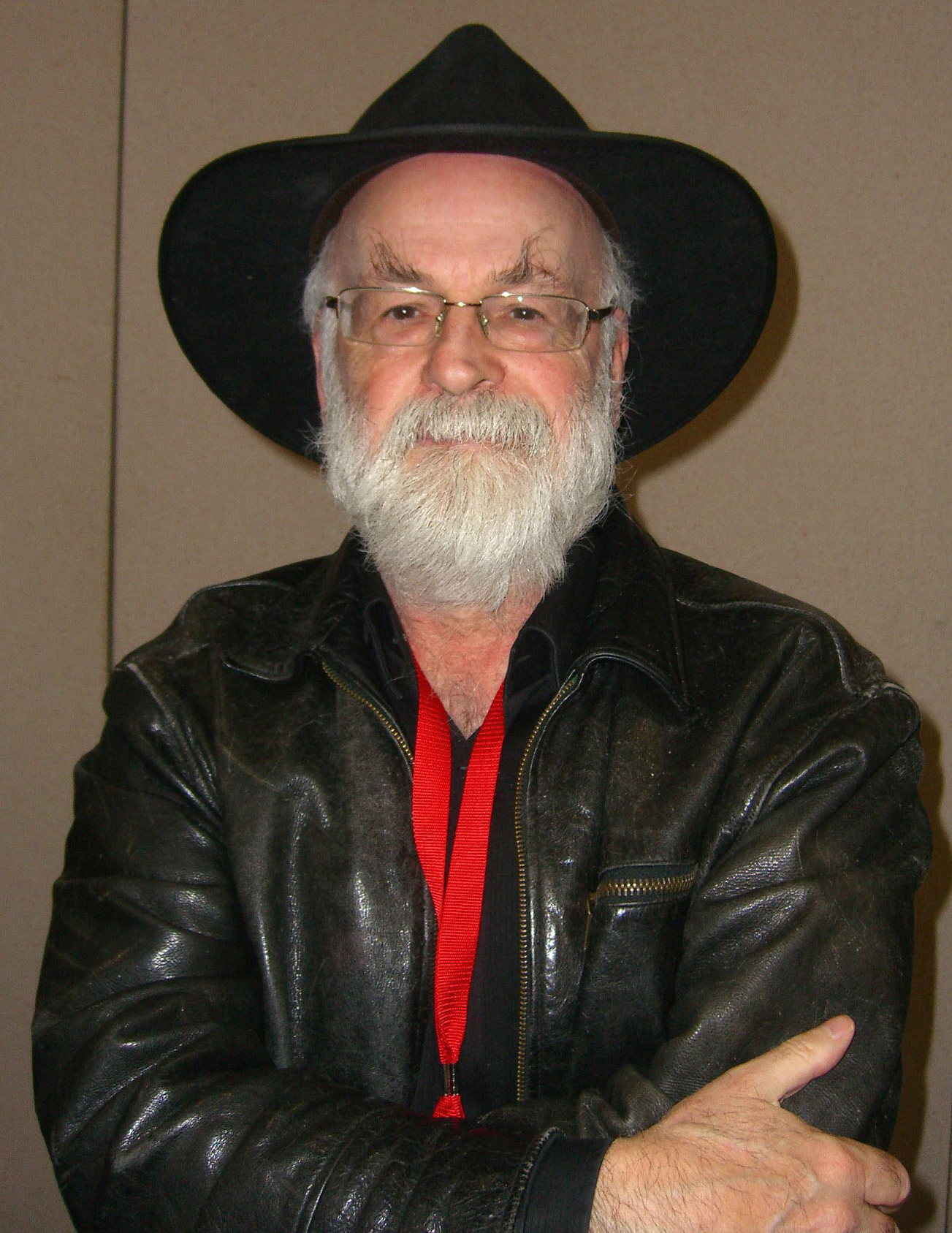
Террі Пратчетт

### 12 березня
- Магда Гусман, 83, мексиканська акторка[1]
- Поль Ібо, 95, учасник руху Опору у Франції, останній пілот авіагрупи «Лотарингія»[2].
- Пеклушенко Олександр Миколайович, 60, український політик, народний депутат України трьох скликань, голова Запорізької обласної державної адміністрації (2011—2014); самогубство.
- Попович Ганна Михайлівна, 89, ветеран УПА.
- Террі Пратчетт, 66, британський письменник, автор гумористичних романів у жанрі фентезі.
- Майкл Грейвс, 80, американський архітектор.

### 11 березня
- Джим Грінспун, 67, американський клавішник, учасник гурту Three Dog Night.

### 10 березня
- Дубровська Наталія Костянтинівна, 69, радянська так українська акторка, Заслужена артистка УРСР (1981).[недоступне посилання з липня 2019]  [Архівовано 15 березня 2015 у Wayback Machine.]

### 9 березня
- Фрай Отто, 89, німецький архітектор, лауреат Прітцкерівської премії 2015 (посмертно).
- Флоранс Арто, 57, французька яхтсменка; загинула в авіакатастрофі.
- Алексіс Вастін, 28, французький боксер; загинул в авіакатастрофі.
- Коберідзе Отар Леонтійович, 90, грузинський актор, кінорежисер і сценарист, Народний артист Грузинської РСР (1967).
- Камій Мюффа, 25, французька плавчиня; загинула в авіакатастрофі.
- Мельник Станіслав Анатолійович, 53, екс-депутат ВР України від Партії регіонів; самогубство.

### 8 березня
- Москаленко Антоніна Іванівна, 95, радянська та українська акторка, заслужена артистка України.
- Никифоров Василь Семенович, 60, перший заступник командувача Повітряних сил України, генерал-лейтенант.
- Худзік Павло Олександрович, 29, український футболіст, нападник луганської «Зорі»; дорожньо-транспортна пригода.

### 7 березня
- Григоріс Буніатян, 68, глава Української єпархії Вірменської апостольської церкви (з 2001).

### 5 березня
- Кувватов Умаралі Ізатович, 46, таджицький опозиційний політик; вбивство. [Архівовано 10 березня 2015 у Wayback Machine.]

### 4 березня
- Карл Альфред Якобссон, 89, шведський футболіст, нападник, що виступав за національну збірну; чемпіон Швеції.

### 3 березня
- Тодійчук Олександр Сергійович, 61, український енергетик, заступник Голови правління НАК «Нафтогаз України» (з 30 квітня 2014).

### 1 березня
- Вольфрам Вуттке, 53, німецький футболіст, півзахисник.
- Логунов Анатолій Олексійович, 88, радянський та російський фізик-теоретик, ректор МДУ (1977—1992). [Архівовано 4 березня 2015 у Wayback Machine.]